# 透明人間 (ずうとるびの曲)
「透明人間」（とうめいにんげん）は、ずうとるびのデビューシングル。
1974年2月10日にエレックレコードから発売された。

## 解説
- 1973年、日本テレビ系「笑点」の当時の人気コーナー「ちびっ子大喜利」で座布団10枚を集めた山田隆夫が、ご褒美として「レコードデビュー」を獲得。これがきっかけでずうとるびを結成。そのため、レコードジャケットには「笑点」のロゴがある。
- 今作の作詞 ・作曲は、A面、B面とも山田隆夫。
- レコードジャケットの中面には、笑点の構成作家の新野隆司のコメントが載っている。
- A面・B面ともフォークソング風の曲調である。

## 収録曲
A面
- 透明人間

B面
- 春です
  - 両楽曲とも、作詞・作曲：山田隆夫